# Акадійці

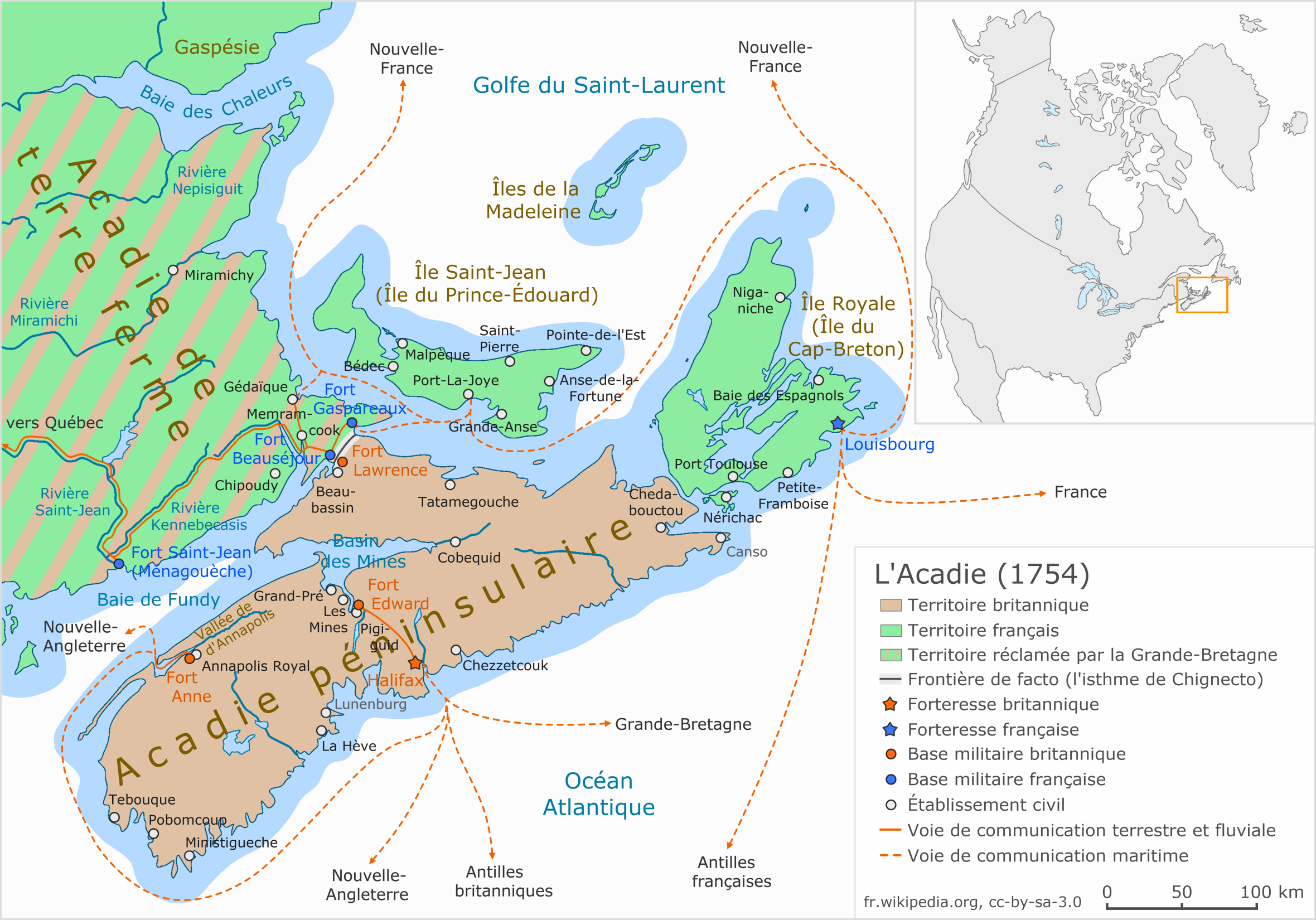
Акадія у 1754 році

Національний прапор акадійців

Акадійці (фр. Acadiens) — франкомовний народ у Північній Америці (переважно в Канаді), мешканці Акадії (фр. L'Acadie) та їхні нащадки. Більшість акадійців мешкають у провінції Нью-Брансвік (Канада), зокрема на Акадійському півострові. Помітні акадійські спільноти існують у Новій Шотландії та на острові Принца Едварда. Нащадки акадійців живуть також у Луїзіані (США), де вони опинилися внаслідок депортації.

## Історія
Французька колонія Акадія почалася 1604 року із побудовою міста Порт-Рояль (тепер — Аннаполіс-Роял у Новій Шотландії). У середині XVIII століття Акадія перейшла під контроль Англії. 1755 року акадійців примусово депортували, щоб не мати «п'ятої колони» та розчистити місце для британських колоністів. Депортація відбувалася у жахливих умовах: значна частина депортованих загинула від хвороб через погану санітарію на кораблях.
Акадійцям дозволили повернутися на батьківщину лише після падіння Нової Франції — і для прискорення асиміляції їм заборонили селитися великими спільнотами. Оскільки південна частина Акадії (Нової Шотландії) була вже й тоді заселена британцями, більшість акадійців оселилася на півночі Нью-Брансвіку.